# En Kirkeklokkes Rejse fra Danmark til det indre af Afrika
|  | Denne artikel er oprettet af botten Steenthbot ud fra en ekstern database. Den kan derfor have sproglige fejl eller mangler. Denne skabelon kan fjernes efter kontrol af indholdet. |

En Kirkeklokkes Rejse fra Danmark til det indre af Afrika er en dansk dokumentarisk optagelse fra 1948.

## Handling
Mission Afrikas (tidligere Sudan-missionen) film fra Nigeria: Historien om en kirkeklokkes rejse fra Danmark til det indre Afrika. Kirkeklokken er skænket af Aaby Menighed i Vendsyssel til Kilbamenighedens kirke i Pella, Sudan. Brønderslev Klokkestøberi støbte kirkeklokken. De har også lavet klokkespillet til Helligaandskirken i København. Anne Marie Mikkelsen ringer med kirkeklokken, der skal til Afrika. På klokken findes følgende inskription på hausasprog: Fra Menigheden i Aaaby, Danmark til Kilbamenighden 1947."Vaag og bed". Aaby Kirke - Gl. Torngaard (Fru Mikkelsens barndomshjem). Amsterdam Havn - gadebilleder fra Antwerpen og en gammel herregaard ved Antwerpen. Sørejsen med anløb i Freetown og Accra. Jernbanerejsen fra Lagos til Jos varer to døgn. Sudanmissionens feriehjem i Jos, kaldet "Dogon Dutse", Det Store Bjerg. Rejsen fra Jos over højlandet til Pella i Kilbaland foretages nu pr. bil på 2-3 dage. Tidligere varede rejsen 4 uger på hesteryg. Pella ligger indesluttet af klipper; åndeklippen Zugume bag missionsstationen, og den store, krumryggede klippe Eldam ved dalens modsatte ende. Optagelser af folkelivet i Kilbaland. Klokken indvies.